# Катерина Олос
Катерина Олос (нар. 5 серпня 1998, Полтава) — українська акторка, комік, стендаперка.

## Життєпис
Катерина Олос народилася у Полтаві в 1998 році. За словами акторки вона зростала в суржикомовному середовищі, більшість у її оточенні розмовляли російською і вона також. Тато майбутньої акторки родом із Закарпаття і завжди розмовляв українською.
З дитинства мріяла стати актрисою. За її словами, батьки багато працювали і через намагання привернути їхню увагу дівчина активно почала себе проявляти, виступати на шкільних концертах.
Ще в школі грала в театрі, пізніше брала участь у КВК. Батьки Катерини категорично були проти того, щоб вона стала актрисою. Тому вона почала вчитись на архітектора, не зважаючи на це все одно грала в КВК в університеті. Під час навчання зрозуміла, що це не її професія, проте закінчила університет і вже потім поїхала до Києва і вступила на навчання, щоб реалізувати свою мрію кар'єри акторки..
У Києві почала грати у «Лігу сміху» у складі команди Збірна Львова. У 2020 році її команда пройшла відбір для участі в телевізійній «Лізі сміху». Після першого сезону вона зрозуміла, що їй хочеться далі розвиватись у гуморі, і вирішила спробувати себе в стендапі[джерело?].
У 2020—2022 роках навчалася в Українській Кіношколі.
Володіє українською, англійською, німецькою та польською мовами.

## Творчість

### Театр
- 2020 — Варшавська мелодія — Геля; реж. М. Михайличенко
- 2020 — Вороги — Абогин; реж. М. Михайличенко
- 2021 — Дві жінки — Наталія Петрівна; реж. М. Михайличенко

### Телебачення

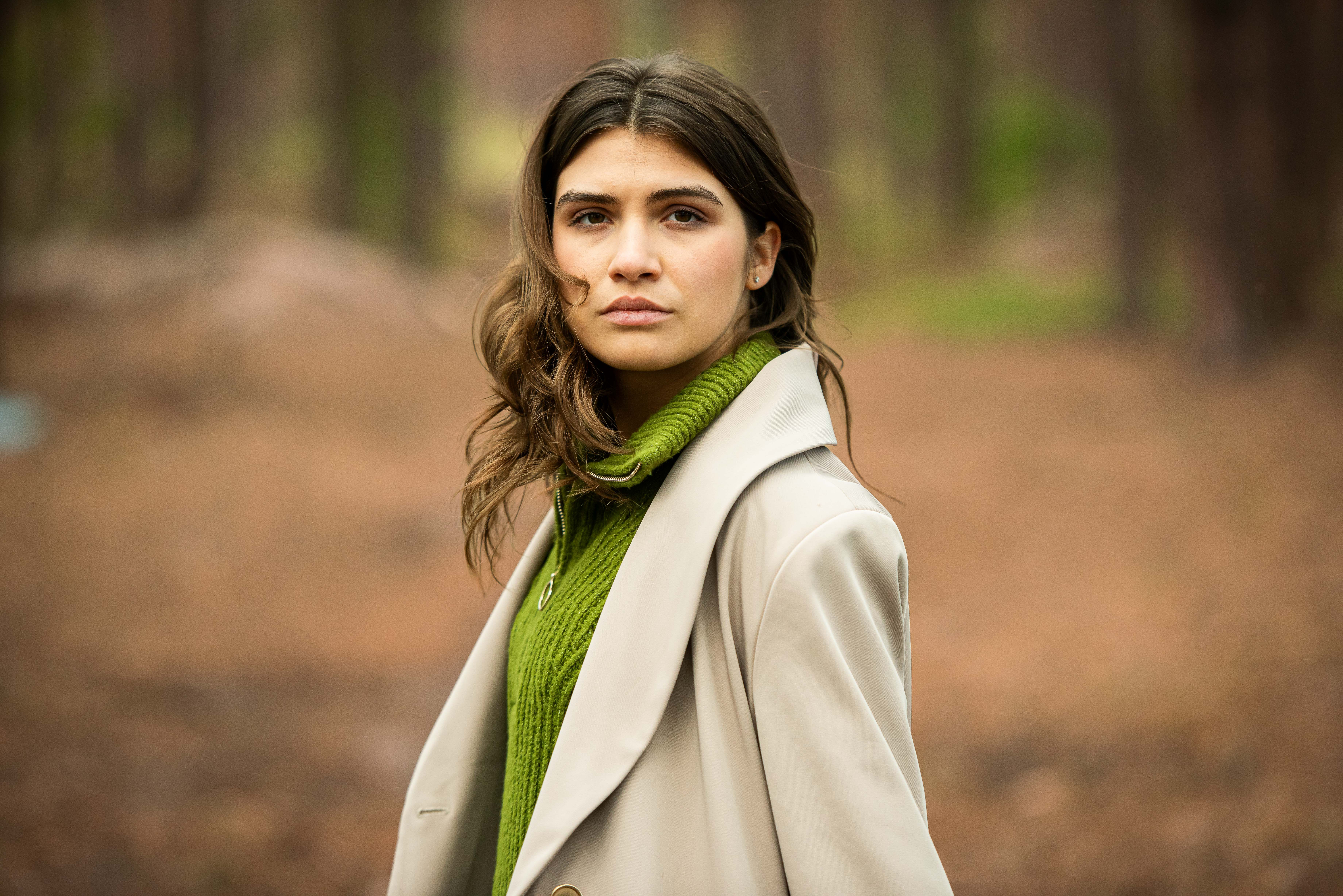
Світлина зі зйомок серіалу «Батя»

- 2020 — Ліга Сміху — Збірна Львова

### Фільмографія
| Рік  | Тип    | Назва                    | Роль     |
| ---- | ------ | ------------------------ | -------- |
| 2020 | фільм  | Еней                     | Саша     |
| 2020 | фільм  | Мій день                 | Вікторія |
| 2021 | фільм  | Подарунок                | Оля      |
| 2021 | фільм  | Made in Чайна            | Поля     |
| 2022 | серіал | Одного разу під Полтавою | Свєта    |
| 2022 | фільм  | Двері                    | Соня     |
| 2022 | фільм  | Квиток у Європу          | Катя     |
| 2023 | фільм  | Крила                    | Янгол    |
| 2024 | серіал | Зозулі                   | Валя     |
| 2024 | серіал | Батя                     | Ліда     |